# ラジオ&レコーズ
『ラジオ&レコーズ』（Radio & Records、通称: R&R）は、米国の音楽業界誌である。

## 概要
かつてのアメリカ4大チャート（ビルボード、キャッシュボックス、レコード・ワールド、ラジオ&レコーズ）の中では最後発となる1973年に創刊。各ジャンルのラジオ局でのエアプレイ・オーディエンス数に加えダウンロード、レコード・CDの販売枚数（セールス）のポイントを合算するビルボードとは違い、ラジオ&レコーズは各フォーマット別のエアプレイ回数のランキングである。
CHR/Top40（ポップ）フォーマットのラジオ局では、白人や富裕層、若者層に受けがよい曲、ロックやポップスが放送され、集計される。一方、ヒップホップやR&BはそれぞれのかかるフォーマットであるRhythmic、Urban、Urban ACなどのラジオ局で流れ、各チャートで集計される。R&Rはビルボードと同じく、エアプレイのデータはニールセンBDSから提供を受けている。全てのフォーマットのオーディエンスを合計すると、当然ながらビルボードHot 100 Airplayチャートと同一のランキングになる。
最初に発表されたチャートは1973年9月28日付で、1位（CHRチャート）はシェール「Half Breed」だった。
年末年始は2週間チャートの集計を休止し、この休止の週については連続記録などの公式記録に加算されなかった。但し1976年、1982年、1983年、1993年、1994年、1999年は12月最終週とその前週の2週間がチャート休止であった。
年間チャートは、1999年度までは西暦年の末尾2桁の数字の順位までの発表であった（例えば1985年の年間チャートは85位までの発表、1999年の年間チャートは99位までの発表）。2000年度以後は100位までの発表となった。
1994年4月22日付から、CHR/Popチャートが開始される。この週のCHR/Popチャートの1位はエイス・オブ・ベイスの「ザ・サイン」。それまで存在したCHR（ポップ系とリズミック系の合計）チャートもしばらくは並行して発表されていたが、1994年末に終了する（1994年の年間チャートはCHR/PopチャートではなくCHRチャートの集計）。
最長1位記録は、CHRチャートでは1994年にボーイズIIメン「I'll Make Love To You」が記録した12週連続1位。CHR/Popチャートでは1996年8月16日付 - 1996年11月1日付にドナ・ルイス「I Love You Always Forever」が記録した12週連続1位である。
2009年、親会社のエーシーニールセンによって運営を停止。6月5日付を最後に廃刊となる。

## 主なチャートのジャンル
詳細は「ALL CHARTS」参照。
- CHR/TOP40（ポップ系チャート）
- HOT AC
- Country
- Gospel
- Latin
- Rock
- Urban
- Jazz
- Rhythmic

等

## ラジオ&レコーズとビルボードの関係
アメリカの音楽チャート業界の中では最後発のため、会社立ち上げ当初は認知度も信頼度も低かった。ところがライバルであるビルボードが1991年11月に集計方法を大きく変え、その後迷走したことから、ラジオ&レコーズの快進撃が始まった。
それまで、ビルボード（Hot 100)も集計対象の重心はエアプレイにあり、ロックやポップス、ブラックミュージックなどいろいろなジャンルがチャートを賑わしてきたのだが、1991年11月に突如集計方法をそれまでのエアプレイ中心からセールス中心に切り替えてしまった。（シングル盤の売れ行き低迷に端を発する）
その結果、ビルボードHOT100のチャートはブラックミュージック（特にヒップホップ）に傾倒したチャートになってしまい、さらにTop40（ポップ系）からRhythmic、Urbanなどにクロスオーヴァーヒットする曲が続出し、数か月にわたり1位を独占し続けるなど、一部のポップソングファンの不満を買うようになったといわれる。シングル盤の発行枚数が少なく集計上のハンデが大きいロックやメインストリームラジオ局で多くかかっているポップソングはチャート上位に上がってこず、エアプレイオーディエンスの多いダーティーなヒップホップやR&Bの曲が席巻するようになったビルボードに対し、単純にエアプレイ数を基に順位を付けているラジオ&レコードのシンプルなチャートへ乗り換えるポップファン（特に白人層や富裕層、若者層）が続出し、ビルボードはその後何度か集計方法を弄ったものの、相変わらずブラックミュージックが強かった。
また、ビルボードHOT100を紹介していた人気ラジオ番組『American Top 40』は初代司会者のケイシー・ケイサムが局との軋轢で1988年に番組降板し、2代目のシャドー・スティーブンスに交代したものの、ケイシーはすぐに対抗番組『Casey's Top 40』を立ち上げる。さすがにビルボードのチャートは使用できないため、ケイシーはラジオ&レコーズのチャートを番組で使用した。ところが、シャドーへの交代を快く思っていなかった『American  - 』の一部ネット局が『Casey's  - 』に乗り換えたため、王者『American Top 40』にかげりが見え始める。そして1991年11月のHOT100集計方法変更でAT40は大量のリスナーを喪失するという決定的な打撃を受けることになり、最終的には番組自体が打ち切られてしまう（1995年）。一方、ケイシーはかつての名門番組を復活するべく1998年に『Casey's Top 40』をそのままリニューアルする形で『American Top 40』に改称し、AT40は名目上復活を果たすも、チャートソースはラジオ&レコーズのままであったので、かつてビルボードの代名詞であった『AT40』は完全にラジオ&レコーズに乗っ取られた格好になった。これは司会者がケイシーからライアン・シークレストに変わった現在においても、基本的な形態は変わっていない。
ところが2006年7月にビルボードの親会社であるVNUがラジオ&レコーズを買収したため、ラジオ&レコーズのチャートはビルボードのチャートソースであるNielsen Broadcast Data Systemsによるオンエア回数をもとにしたチャートに変わってしまった。ラジオ&レコーズもビルボードもチャートソースが同じになったため、ラジオ&レコーズのCHR/Top 40 ChartとビルボードHOT100は集計している対象が別々ではあるが、双方とも影響を受けるようになっている（R&Rの各フォーマット別チャートであるCHR/Top40、Rhythmic、Urbanなどのオーディエンスを合算したものがビルボードHot 100 Airplayチャートと同じになる）。

## 日本におけるラジオ&レコーズ
日本ではラジオ関東 - FM東京で放送されていた『American Top 40』の影響からビルボードがアメリカを代表する音楽チャートとして圧倒的な支持を受けていたが、一方、ラジオ&レコーズも小林克也がVJを務めたテレビ番組『ベストヒットUSA』のチャートソースとなっていたことから比較的早くから認知されていた。現在の『ベストヒットUSA 2007』でもラジオ&レコーズのチャートが紹介されている。また、ラジオ&レコーズのデータを基にしたラジオチャート番組『Rick Dees Weekly Top40』は、日本国内でもAFNで放送されており（土曜12:05 - 16:00、英語放送）、毎週最新のチャートを聴くことができる。